# Abbaye de Clairmarais
L'abbaye de Clairmarais fut fondée en 1140  par Gonfroi envoyé de Saint-Bernard  selon les règles de l'Ordre de Cîteaux.

## Fondation
À l'origine, sur l'initiative de Foulques, abbé de l'abbaye des Gunes, vers 1128, il est question d'ouvrir un établissement relevant de l'ordre des Bénédictins, puis on se dirige vers l'Ordre cistercien. Bernard de Clairvaux abbé de l'Abbaye de Clairvaux décide de construire une nouvelle abbaye dans la forêt de Rihoult au Nord-Est de Sithieu (actuellement Saint-Omer ). Il nomme Gonfroi (ou Gunfrid) qui vient de Clairvaux avec 12 autres moines pour bâtir une maison cistercienne. Le 26 avril 1140, après avoir aménagé le terrain marécageux ils vont jeter les fondements d'une première maison et d'un oratoire, dédié à la vierge Marie, un peu plus bas que l'emplacement connu aujourd'hui.
On lui donna le nom de Clarus Mariscus a cause du terrain environnant et Gonfroi fut nommé premier abbé.
L'établissement s'installe définitivement à Clairmarais à l'endroit connu de nos jours en 1161. À l'origine, les moines ne possèdent qu'environ 65 mesures, soit de l'ordre d'une vingtaine d'hectares, dont presque la moitié de pâtures et de marais.

## Histoire
Dans les années qui suivent sa fondation, jusqu'à son installation définitive ainsi que dans les années qui suivent, l'abbaye reçoit plusieurs dons de terres, de rentes, etc., des seigneurs et puissants nobles du voisinage : le comte de Flandre Thierry d'Alsace et sa femme Sibylle d'Anjou, Mathieu de Lorraine comte de Boulogne, Arnould Ier de Guînes comte de Guînes, Gauthier châtelain de Saint-Omer.
En 1145, Arnould Ier de Guînes, sa femme Mathilde et leur fils Baudouin donnent à l'abbaye de Clairmarais tout ce qu'ils possédaient à Niwerlede (sans doute Nieurlet) par concession du comte Flandre Thierry d'Alsace, ainsi que d'autres biens; la charte contient également des dispositions relatives au creusement des fossés. Milon II, évêque de Thérouanne, confirme la donation lors d'un synode tenu la même année. Vers 1150, Arnould, Mathilde et Baudouin exemptent du tonlieu (impôt sur les marchandises qui se lève pour le passage en Angleterre) les abbayes de Clairvaux et de Clairmarais, ainsi que tous les monastères du même ordre que celui de Clairvaux. Arnould va encore approuver des donations faites à l'abbaye à cette époque là. Baudouin II de Guînes, fils d'Arnould, et sa femme Christine d'Ardres, vont à leur tour faire en 1174 d'importantes donations à l'abbaye de Clairmarais, tout en confirmant celle faites par Arnould. Thierry d'Alsace, comte de Flandre, donne à l'abbaye en 1156 une portion du bois de Ruhout (forêt de Clairmarais).
Plusieurs membres de la famille de Bourbourg, châtelains de Bourbourg (châtellenie de Bourbourg) font également des dons à l'abbaye. Les seigneurs d'Ardres agissent de même, ainsi Arnould IV d'Ardres vers 1149, qui accorde la dîme de terres situées à Nieurlet. De même, les comtes de Guînes successifs accordent des libéralités au monastère : en 1270, Arnoul III de Guînes confirme à l'abbaye la donation d'une rente de 40 sous parisis, faite par sa tante Béatrix.
L'abbaye, comme nombre de ses semblables, bénéficie de la protection des papes : en 1170-1171, Alexandre III confirme à l'abbaye la possession de plusieurs biens et notamment de la terre que les religieux avaient conquise sur la mer et que Philippe comte de Flandre (Philippe d'Alsace), et le châtelain de Bourbourg leur avaient déjà concédée.
En 1176, par lettres données à Bergues, Philippe d'Alsace, comte de Flandre, fils de Thierry d'Alsace, prend l'abbaye sous sa protection et la dote  de l'ordre de 1283 mesures dont 297 de dunes (environ 570 hectares dont 130 de dunes) à Loon-Plage. Ces terres devenues terres d'église étaient dégagées de toute obligation féodale,. Dites Les censes de l'Enna, ces fermes vaudront de nombreux procès à l'abbaye, en raison de la présence de nombreux lapins causant de nombreux dommages dans les environs. En 1720, la rupture des digues amènera un conflit entre le magistrat de Bourbourg et les abbés successifs, chaque partie rejetant sur l'autre la responsabilité des dégâts et la nécessité des réparations.
L'abbaye se développe dans les siècles suivants et détient plusieurs richesses : une église avec un carillon de 19 cloches, des verrières, sculptures, tableaux, plusieurs chapelles, et de nombreuses dépendances  (fours, boulangerie, boucherie, brasserie, ...) résultant des largesses de nombreux donateurs. Elle possède des terres dans de nombreux villages des environs.
Au plus fort de son développement elle compte de l'ordre de 100 religieux et 200 frères convers.
Après 600 ans d'histoire et 59 abbés l'abbaye est dissoute en 1791.
À sa fermeture imposée, le 29 août 1791, elle ne compte que 23 moines. Les possessions de l'abbaye, dunes de Loon-Plage incluses  sont vendues en tant que biens nationaux.
Près de 200 ans plus tard, une brasserie artisanale ouvre en Juin 2019 dans la ferme de l'Abbaye, rare bâtiment à avoir survécu au temps. Cette brasserie reprend l'activité des moines qui brassaient de la bière dans l'Abbaye jusqu'à sa fermeture.

## Architecture et description
- Ancienne abbaye cistercienne, ruines de l'abbaye : inscription aux monuments historiques par arrêté du 2 décembre 1946 [16]; ferme comprenant :

1. vestiges en partie médiévaux de l'entrée de l'abbaye avec la porterie et les bâtiments des étrangers, dont la chapelle ;
2. ferme proprement dite avec le portail d'entrée, le logis accolé aux bâtiments des étrangers et sa tourelle d'escalier datée de 1680, les bâtiments agricoles (granges, étables, écuries, porcheries, maréchalerie, etc.) ;
3. le pigeonnier (cad. D 108, 110, 323, 326) : inscription par arrêté du 3 juillet 1987.
- Ferme cistercienne de la Cloquette : façades et toitures du petit pavillon XVIIIe siècle (cad. B 193) : inscription par arrêté du 27 juin 1991[2].

## Filiation et dépendances
Clairmarais est fille de l'Abbaye de Clairvaux et dépendante de l'Abbaye de Cîteaux

## Abbés

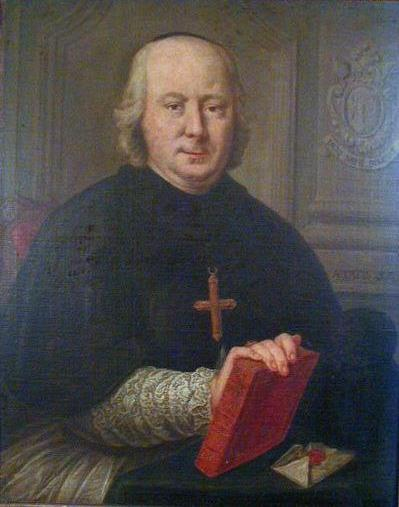
Edmond Tirant

Cinquante-neuf abbés se sont succédé pendant près de 700 ans. Entre autres :
- Gunfrid ou Gonfroi, premier abbé.
- Guillaume, abbé vers 1150.
- David, abbé en juillet 1174.
- Lambert, abbé en 1220, arbitre d'un conflit entre le seigneur de Haverskerque et l'abbaye Saint-Bertin de Saint-Omer.
- Simon de Markette (Marquette-lez-lille? Marquette-en-Ostrevant?), élu abbé en 1225, le demeure jusqu'en 1257.
- Gilles II Dupont de Bourbourg, trente septième abbé de 1518 à 1525;  en 1519, est juge commissaire pour la conservation des privilèges ecclésiastiques.
- Hertault, trente huitième abbé, en 1527, commence la bibliothèque de l'abbaye.
- Hubert Raoul, quarante-deuxième abbé, il publie en 1598 à Douai le récit des exploits d'Alexandre Farnèse.
- Morand Blomme, quarante-troisième abbé, gratifié de la mitre en 1615, développe la bibliothèque.
- Georges d'Affringues, quarante-sixième abbé, né en 1597, profès à dix-sept ans, prieur en 1627, élu abbé le 28 octobre 1635, député à Bruxelles en 1638, mort le 4 juillet 1639, enterré à Clairmarais.
- Dom de Brianville, abbé le 11 janvier 1728.
- Edmond Tirant, cinquante-septième abbé entre 1767 et 1782.
- Charles-Omer Deschodt, dernier abbé élu le 28 janvier 1787, sa nomination est approuvée par Louis XVI  le 29 avril 1787, expulsé le 29 août 1791, déporté par arrêté le 6 avril 1793.

## Personnalités
- Dom Jean Ballin, mort le 14 avril 1593 est un moine de l'abbaye du XVIe siècle. D'abord curé des domestiques de l'abbaye, il est inhumé dans le cloître du monastère où sa pierre tombale aurait été vue. Il a laissé une trace en tant qu'auteur de trois ouvrages qui sont restés au stade de manuscrits : 
  1. Un ouvrage sur les Comtes de Flandre, conservé à la bibliothèque de Saint-Omer.
  2. Un recueil chronologique d'anecdotes historiques sur le Nord de la France. Des extraits ont été retrouvés dans la bibliothèque du chancelier Henri François d'Aguesseau  vers 1767, depuis conservés à la bibliothèque de Mons.
  3. Un  abrégé du précédent conservé à la bibliothèque de Saint-Omer avec une préface datée du 23 novembre 1588[24].

## Cartulaire
11 feuillets du cartulaire de cette abbaye furent confiés au cabinet d'expertise Honoré d'Urfé en 2009 dans le cadre d'une vente à Drouot. Les pièces examinées sont de 1153 et 1297.